# 아마르티아 센
아마르티아 쿠마 센(벵골어: অমর্ত্য কুমার সেন, 영어: Amartya Kumar Sen, BR, CH, 1933년 11월 3일 ~ )은 인도의 경제학자이자 철학자이다. 1998년 아시아인으로서 최초로 노벨 경제학상을 받았다.
1953년 캘커타 대학교를 졸업한 후 케임브리지 대학교에서 박사학위를 받았다. 불평등과 빈곤 연구의 대가이며 후생경제학의 대표적인 학자로 경제학계의 테레사 수녀로 불린다. 수리적 모형인 빈곤 지수(센 지수)를 통해 빈곤을 측정한 연구가 특히 주목받았다. 런던 정치경제대학교(LSE), 옥스퍼드 대학교, 모교 케임브리지 대학교를 거쳐 현재 하버드 대학교에서 교수로 활동하고 있다.

## 생애
센은 인도 캘커타 근처 산티니케탄에서 태어났다. 그는 어린 시절 방글라데시 다카에서 살며 힌두교와 이슬람교의 긴장속에서 극단적인 빈곤 즉 경제적 부자유는 인간을 무력한 존재로 만들어 다른 종류의 자유마저 침해할 수밖에 없게 한다는 것을 깨달았다. 또한 1943년 벵골지역에서 발생한 기근을 경험하며 기근은 경계적으로 가장 낮은 계층 즉 토지를 소유하지 못한 농촌 노동자들에게만 영향을 미쳤다는 것을 발견했다.

## 한국에 번역된 저서
- 《불평등의 재검토》 (한울) 1999년 12월 ISBN 978-89460269-3-3 / 개정판 (한울아카데미) 2008년 5월 ISBN 978-89460391-0-0
- 《윤리학과 경제학》 (한울) 1999년 12월 ISBN 978-89460269-4-0 / 개정판 (한울아카데미) 2009년 8월 ISBN 978-89460410-1-1
- 《자유로서의 발전》 (세종연구원) 2001년 2월 ISBN 978-89866983-2-9 / 개정판 (갈라파고스) 2013년 10월 ISBN 978-89908095-7-5
- 《노벨경제학상 수상자 아마티아 센, 살아 있는 인도》 (청림출판) 2008년 5월 ISBN 978-89352074-1-1
- 《센코노믹스 인간의 행복에 말을 거는 경제학》 (갈라파고스) 2008년 6월 ISBN 978-89908092-4-7
- 《정체성과 폭력》 (바이북스) 2009년 11월 ISBN 978-89924673-4-6
- 《GDP는 틀렸다 (국민총행복을 높이는 새로운 지수를 찾아서)》 (동녘) 2011년 4월 ISBN 978-89729764-6-2
- 《세상은 여전히 불평등하다》 (21세기북스) 2018년 2월 ISBN 978-89509635-9-0
- 《정의의 아이디어 (The Idea of Justice)》 (지식의날개) 2019년 3월 ISBN 978-89200330-4-9

## 서훈
- 1999년 바라트 라트나(Bharat Ratna, BR)
- 2000년 명예 컴패니언 오브 아너(honorary Order of the Companions of Honour)

## 같이 보기
- 후생경제학

### 관련기사
- 아마티아 센 노벨경제학상 수상자 (파이낸셜 뉴스)
- 경제와 행복지수 그 묘한 관계[깨진 링크(과거 내용 찾기)] (주간동아)
- 센코노믹스, 인간의 행복에 말을 거는 경제학[깨진 링크(과거 내용 찾기)] (한국재경신문)